# Chris McNeill
Christopher Robert „Chris” McNeill (ur. 20 listopada 1954 w Pueblo, zm. 5 lutego 2011 w Steamboat Springs) – amerykański skoczek narciarski, a następnie trener tej dyscypliny sportu.
Olimpijczyk (1980), uczestnik mistrzostw świata seniorów (1978), a także dwukrotnie mistrzostw świata w lotach narciarskich (1977 i 1979). Medalista mistrzostw kraju. Po zakończeniu kariery zawodniczej przez kilka lat trener reprezentacji Kanady w skokach narciarskich.

## Życiorys
Początkowo uprawiał zarówno skoki narciarskie, jak i biegi narciarskie, by w 1972 skupić się na pierwszej z tych dyscyplin. W tym samym roku został włączony do składu amerykańskiej reprezentacji w skokach narciarskich (znajdował się w niej do 1980). Zdecydował się wówczas odrzucić oferty stypendialne z uczelni i wyjechać do Szwajcarii, by trenować z reprezentacją tego kraju.
Kilkukrotnie brał udział w Turnieju Czterech Skoczni, jednak nie osiągał większych sukcesów. Jego najlepszym wynikiem w klasyfikacji generalnej było 43. miejsce w 25. edycji turnieju.
W 1976 był rezerwowym w amerykańskiej reprezentacji na Zimowe Igrzyska Olimpijskie 1976, jednak nie wystąpił w żadnym z konkursów. Cztery lata później, na igrzyskach w Lake Placid, wystartował w konkursie indywidualnym na skoczni normalnej, w którym uplasował się na 23. miejscu.
Dwukrotnie brał udział w mistrzostwach świata w lotach narciarskich – w 1977 był 40., a w 1979 zajął 43. miejsce. W 1978 wystartował w mistrzostwach świata seniorów, gdzie indywidualnie był 33. (skocznia normalna) i 49. (obiekt duży), a w rywalizacji drużynowej uplasował się na 10. pozycji.
W swojej karierze tylko kilkukrotnie wziął udział w konkursach Pucharu Świata, ani razu nie punktując. Jego ostatni start w zawodach tej rangi miał miejsce 22 lutego 1981 w Thunder Bay, gdzie był 52. W tym samym roku zakończył karierę zawodniczą.
W 1972 został mistrzem Stanów Zjednoczonych juniorów, a 7 lat później zdobył brązowy medal mistrzostw kraju seniorów na skoczni normalnej.
Po zakończeniu kariery zawodniczej został trenerem reprezentacji Kanady w skokach narciarskich, z którą wziął udział między innymi w Zimowych Igrzyskach Olimpijskich 1984. W 1986 powrócił do Steamboat Springs, gdzie pracował w roli instruktora i trenera narciarstwa alpejskiego przez około 25 lat.

## Życie prywatne
Był absolwentem Montana State University. Znał 5 języków. W 1993 poślubił Lenny Luczak, która również była w tym czasie instruktorką narciarstwa alpejskiego i miał z nią córkę – Dori, urodzoną w 1995 roku
Zmarł w wieku 56 lat w wyniku zatorowości płucnej.